# 安特利亚
安特利亚，是西班牙巴伦西亚自治区巴伦西亚省的一个市镇。总面积18平方公里，总人口1518人（2001年），人口密度84人/平方公里。